# گتاوان
گتاوان (به ارمنی: Գետավան) یک منطقه مسکونی در جمهوری آرتساخ است که در استان مارتاکرت واقع شده‌است. گتاوان ۲۷۴ جمعیت دارد.